# Aeroportul Indigo Bay Lodge
Aeroportul Indigo Bay Lodge (IATA: IBL) este un aeroport din Provincia Inhambane, Mozambic.
Situat la o altitudine de 6 m, aeroportul dispune de o singură pistă.